# El Ángel (Metro de Lima y Callao)
El Ángel es la decimoctava estación de la línea 1 del Metro de Lima y Callao. Está ubicada en la avenida Locumba cerca al Cementerio El Ángel, en el distrito de El Agustino. La estación es elevada.

## Historia
La estación fue entregada el 12 de mayo de 2014 como parte del tramo 2 de la línea. Estuvo en período de marcha blanca, hasta el día 25 de julio en que oficialmente inició operaciones comerciales. En sus alrededores, destaca el Cementerio El Ángel, un camposanto inaugurado en 1959.

## Acceso
El ingreso es único en el lado sur de la estación y se encuentra a nivel de calle.
La estación posee dos niveles; en el primero, se encuentra la zona de torniquetes y boletería. En el segundo, las plataformas norte y sur están conectadas internamente por escaleras mecánicas y ascensores provenientes del primer nivel.